# ماك أو إس مونتيري
ماك أو إس مونتيري (بالإنجليزية: macOS Monterey)‏ (النسخة 12) هو الإصدار الرئيسي السابع عشر من ماك أو إس من نظام أبل للخوادم وحواسيب ماكنتوش. وقد تم الإعلان عنه في مؤتمر آبل العالمي للمطورين والذي عقد في 7 يونيو 2021 ليكون وريث ماك أو إس بيغ سور.
في 7 يونيو 2021 تم إصدار النسخة التجريبية من إصدار مونتيري للمطورين المسجلين في مركز أبل للمطورين (بالإنجليزية: Apple Developer Center)‏. توفرت النسخة التجريبية للعامة في يوليو 2021. وقد صدر النظام بشكل رسمي في الرباع الثالث من عام 2021.
بيغ سور هو الإصدار الثالث من نظام التشغيل ماك أو إس الذي يدعم بشكل حصري تطبيقات 64-بت بعد إصدار ماك أو إس كاتالينا وماك أو إس بيغ سور. ومن أجل تطابق أسماء برمجيات أبل المتعددة مثل watchOS وtvOS. وهو الإصدار الخامس الذي يحتوى على ماك أو إس، بعدما تم الإستغناء عن ماك أو إس 10 (OS X) والاكتفاء بإضافة ماك أو إس.
حصل نظام ماك أو إس مونتيري على عدة مميزات جديدة؛ تم الإعلان عنها في مؤتمر آبل العالمي للمطورين. حيث قامت شركة أبل بأضافة عدة مزايا جديدة مكنها؛ اختصارات سيري لنظام التشغيل ماك أو إس، التحكم العالمي (الذي يسمح للوحة المفاتيح والماوس بالتفاعل بسلاسة عبر العديد من أجهزة ماك في وقت واحد)،إعادة تصميم متصفح سفاري، ودعم استقبال محتوى ايربلاي AirPlay من أجهزة التي تعمل بنظامي آي أو إس IOS وآي باد أو إس iPadOS وغيرها. كذبكك أصبح بإمكان المستخدمين مشاركة شاشتهم من خلال تطبيق فيس تايم باستخدام ميزة تسمى (بالإنجليزية: SharePlay)‏. كذلك أصبح من الأسهل إعادة ضبط الجهاز إلى إعدادات المصنع عبر تطبيق تفضيلات النظام.

## متطلبات النظام
سيكون نظام ماك أو إس مونتيري متوافقاً مع الأجهزة التالية:
- ماك بوك: إصدار أوائل عام 2016 أو أحدث
- ماك بوك إير: إصدار أوائل عام 2015 أو الأحدث
- ماك بوك برو: إصدار أواخر عام 2015 أو أحدث
- ماك ميني: إصدار أواخر عام 2014 أو أحدث
- آي ماك: إصدار منتصف عام 2015 أو أحدث
- آي ماك برو: إصدار واخر عام 2017
- ماك برو: إصدار أواخر عام 2013 أو أحدث

نظام ماك أو إس مونتيري متوافق كذلك مع جميع أجهزة ماك التي تحتوى على معالجات أبل الخاصة.

## تاريخ الإصدارات
|  | الإصدار السابق |  | الإصدار الحالي |  | إصدار المطور الحالي |

| النسخة                               | البناء   | التاريخ      | نسخة داروين                 | ملاحظات الإصدار                 | ملاحظات |
| ------------------------------------ | -------- | ------------ | --------------------------- | ------------------------------- | ------- |
| ماك أو أس 12.0 إصدار بيتا للمطورين 1 | 21A5248p | 7 يوليو 2021 | 21.0.0 xnu-7938.0.0.111.2~2 | ملاحظات إصدار بيتا ماك أو أس 12 |         |

## وصلات خارجية
- الموقع الرسمي